# Echinophyllia aspera
Echinophyllia aspera is een rifkoralensoort uit de familie van de Lobophylliidae. De wetenschappelijke naam van de soort is voor het eerst geldig gepubliceerd in 1788 door Ellis & Solander.